# 韩树明
韩树明（1965年6月—），男，辽宁营口人，中华人民共和国政治人物。

## 生平
1985年4月加入中国共产党。1986年，毕业于安徽淮北煤炭师范学院数学系基础数学专业。2000年，担任中央组织部干部教育局综合处处长。2001年7月，担任重庆市江北区委副书记、常务副书记。2004年，升任中共合川市委副书记、市政府党组书记、代市长。2007年，担任重庆市合川区委副书记、区长。2009年3月，担任重庆市长寿区委副书记。4月，担任重庆市长寿区委副书记、区长。2013年1月，因重庆官场不雅照事件免去职务。同年被逮捕。12月13日被重庆市第一中级人民法院以受贿罪一审判处有期徒刑14年，剥夺政治权利4年。